# Wabasha
Wabasha és una ciutat i seu del Comtat de Wabasha a l'estat de Minnesota dels Estats Units d'Amèrica. Wabassha limita amb l'estat de Wisconsin.

## Demografia
Segons el cens dels Estats Units del 2000 Wabasha tenia 2.599 habitants, 1.062 habitatges, i 665 famílies. La densitat de població era de 123 habitants per km².
Dels 1.062 habitatges en un 26,4% hi vivien nens de menys de 18 anys, en un 52,5% hi vivien parelles casades, en un 7,7% dones solteres, i en un 37,3% no eren unitats familiars. En el 32,3% dels habitatges hi vivien persones soles el 15,4% de les quals corresponia a persones de 65 anys o més que vivien soles. El nombre mitjà de persones vivint en cada habitatge era de 2,27 i el nombre mitjà de persones que vivien en cada família era de 2,85.
Per edats la població es repartia de la següent manera: un 22% tenia menys de 18 anys, un 6,3% entre 18 i 24, un 23,3% entre 25 i 44, un 25,9% de 45 a 60 i un 22,4% 65 anys o més.
L'edat mediana era de 44 anys. Per cada 100 dones de 18 o més anys hi havia 84,2 homes.
La renda mediana per habitatge era de 35.291 $ i la renda mediana per família de 45.391 $. Els homes tenien una renda mediana de 34.223 $ mentre que les dones 24.167 $. La renda per capita de la població era de 20.374 $. Entorn del 5,2% de les famílies i el 10% de la població estaven per davall del llindar de pobresa.

## Poblacions properes
Aquest diagrama mostra algunes poblacions properes.